# TrosKompas
TrosKompas (voorheen Tros Kompas) is een Nederlands weekblad en een omroepgids van de publieke omroep AVROTROS (voorheen TROS). Hoewel de TROS in 2014 is opgegaan in AVROTROS, is de titel TrosKompas behouden.
TrosKompas wordt uitgegeven door Bindinc. te Hilversum. Het eerste nummer verscheen op 1 oktober 1966, twee jaar na de oprichting van de TROS. Het kleine formaat was geïnspireerd op het Amerikaanse TV Guide. In de volgende decennia werd TrosKompas steeds een stukje groter maar bleef het de kleinste gids van Nederland. De gids bevat naast informatie over radio- en televisie-uitzendingen achtergronden bij die uitzendingen en enkele terugkerende rubrieken.
Sinds de TROS in oktober 1974 tot A-omroep werd bevorderd en vanaf 3 oktober 1974 t/m 28 november 1985 de befaamde donderdag op Hilversum 3 uitgroeide tot De beste dag op 3, de best beluisterde radiodag, werd de programma info van Hilversum 3 en de overige publieke radiozenders  (inclusief de vanaf Hemelvaartsdag 27 mei 1976 gestarte TROS Europarade, Polderpopparade en de tipschijf TROS Paradeplaat) opgenomen in het omroepblad. Vanaf 1 juni 1978 kwam hier de hitlijst TROS Top 50 bij.

## Oplage
Totaal betaalde gerichte oplage volgens HOI, Instituut voor Media Auditing, 2016 en later NOM.
- 1983: 825.010
- 1990: 715.784
- 1995: 609.282
- 2000: 477.798
- 2004: 464.741[2]
- 2006: 457.339[3]
- 2007: 454.712[4]
- 2011: 379.008[5]
- 2012: 349.414[6]
- 2013: 310.664
- 2016: 224.531
- 2017: 205.303[7]
- 2018: 190.894
- 2019: 178.558
- 2020: 158.900
- 2021: 141.604
- 2022: 124.792

## Inhoud
TrosKompas bevat o.a. een programma-overzicht van de drie Nederlandse publieke televisiezenders, de commerciële Nederlandse televisiezenders en de Nederlandse publieke radiozenders, inclusief digitale themakanalen en de populairste, in Nederland te ontvangen (via DVB-T2, kabel en satelliet) buitenlandse publieke en commerciële televisiezenders. Daarnaast biedt de gids achtergrondinformatie over het programma-aanbod.
Rubrieken zijn onder andere:
- Show & zo
- Albert Verlinde
- Freeks dierenwereld
- Groot interview
- FilmKompas
- strip

TrosKompas publiceert naast de vaste rubrieken om de week diverse lifestyle-rubrieken. In de even weeknummers zijn dat:
- ‘Nostalgie' door [GT Rovers]
- ‘Dierenarts Hans'
- ‘Antoinette’s Radar’, de consumentenrubriek van Antoinette Hertsenberg
- Jill's knutseltips

In de oneven weeknummers zijn dat:
- ‘Muziek & festival'
- ‘Musea & beurzen'
- ‘Musical & toneel'
- ‘Stad & Land'

### Strips
Tussen 1997 en 30 april 2005 verscheen in het tijdschrift de strip Gemengd dubbel (stripreeks), geschreven door Jan van Die en getekend door Gerard Leever. Vanaf 2005 werd wekelijks een pagina uit een nieuw verhaal van Suske en Wiske geplaatst, geschreven door Studio Vandersteen. Het eerste verhaal was Het mopperende masker. Op 8 december 2012 werd de strip vervangen door Donald Duck. Deze strip is aangepast aan televisieprogramma's en van televisie bekende persoonlijkheden die 'verduckt' zijn, zoals Gans Bauer, Ali Bee, en The noise kids.

## TrosKompas Oeuvre Award
TrosKompas reikt, in samenwerking met NPO Sterren NL, jaarlijks de TrosKompas Oeuvre Award uit aan een artiest, groep, componist, tekstdichter of producer die gedurende vele jaren van grote invloed is geweest op de ontwikkeling van het Nederlandse lied. De TrosKompas Oeuvre Award bestaat uit een speciaal gemaakt bronzen beeld.
De winnaars sinds 2010 zijn:
- 2010: Peter Koelewijn
- 2011: George Baker
- 2012: Jan Smit
- 2013: Rob de Nijs
- 2014: Pierre Kartner
- 2017: René Froger
- 2018: Willeke Alberti
- 2019: Gerard Joling
- In 2020 en 2021 werden er vanwege Corona geen Awards uitgereikt
- 2022: Lee Towers
- 2023: Dolly Dots
- 2024: Corry Konings